# Palmerland

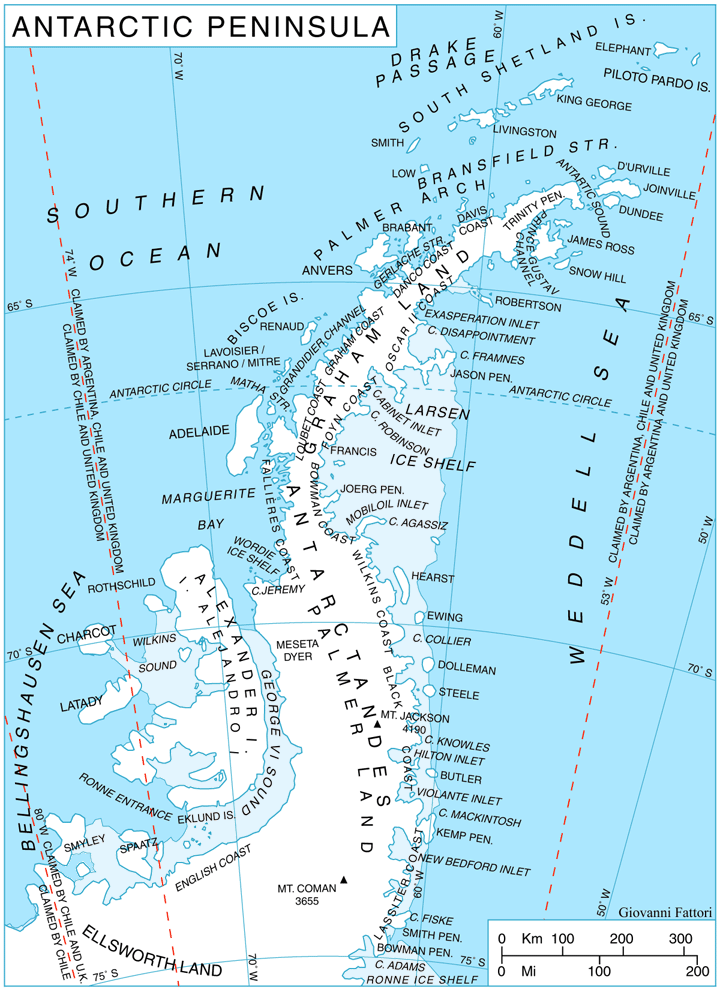
Karte der Antarktischen Halbinsel, das Palmerland im Süden

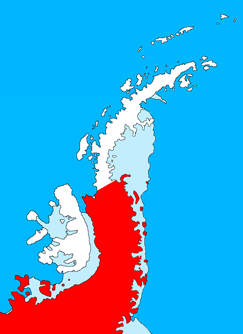

Palmerland ist ein Teil der Antarktischen Halbinsel, der südlich einer Linie zwischen Kap Jeremy und Kap Agassiz liegt. Nördlich dieser Linie liegt Grahamland.
Palmerland ist nach dem amerikanischen Entdecker Nathaniel Palmer benannt. Das Gebiet wird von den drei Staaten Großbritannien, Argentinien und Chile beansprucht.

## Südgrenze
Bis 2009 wurde als Südgrenze der Antarktischen Halbinsel und damit des Palmerlandes allgemein eine Linie vom Kap Adams bei 75° 4′ S, 62° 20′ W (welches ungefähr den Rand des Filchner-Ronne-Schelfeises markiert) bis zu einem Punkt der English-Küste bei 73° 24′ S, 72° 0′ W, gegenüber den Eklund-Inseln, angesehen.
Im Jahre 2009 wurde von britischer Seite die Südgrenze neu definiert, um den seit Mitte des 20. Jahrhunderts gewonnenen Erkenntnissen zu dem vom Schelfeis verborgenen Küstenverlauf Rechnung zu tragen, und zwar von der Rydberg-Halbinsel bei 73° 0′ S, 80° 0′ W bis zur Aufsetzlinie (grounding line) des Evans-Eisstroms bei ungefähr 76° 34′ S, 75° 0′ W, wodurch sich auch die Südgrenze des Palmerlandes entsprechend verschiebt.
Infolgedessen liegen geographische Objekte zwischen den beiden Südgrenzen nach britischer Auffassung im Palmerland, nach US-amerikanischer – die an der konventionellen Südgrenze festhält – dagegen im Ellsworthland.